# Osnovna šola Zbora odposlancev Kočevje
Osnovna šola zbora odposlancev Kočevje (OŠZO) je ena izmed osnovnih šol v Sloveniji. Obiskuje jo okoli 750 učencev. Njen ravnatelj je Peter Pirc.